# Relaciones Bélgica-Estados Unidos
Las relaciones Bélgica-Estados Unidos son las relaciones diplomáticas entre Bélgica y Estados Unidos. Estados Unidos y Bélgica mantienen una relación bilateral amistosa. Continuando celebrando las relaciones cooperativas de Estados Unidos y Bélgica, el 2007 marcó el 175 aniversario de la relación entre las naciones.
Según el Informe de liderazgo global de EE. UU. De 2012, el 26% de belgas aprueba el liderazgo de EE. UU., Con un 16% de desaprobación y un 58% de indecisos.

## Historia

### Primera Guerra Mundial (4 de agosto de 1914 - 11 de noviembre de 1918)
Los alemanes invadieron Bélgica, un territorio neutral, el ingeniero de minas y el futuro presidente Herbert Hoover crearon organizaciones de ayuda: el Comité para el Socorro en Bélgica (CRB) y el Comité Nacional para la Ayuda y la Alimentación . Al final de la guerra, estas organizaciones habían acumulado un superávit neto de $ 30 millones en fondos, que se utilizaron para mejorar el sistema educativo de Bélgica.

### Segunda Guerra Mundial (1 de septiembre de 1939 - 2 de septiembre de 1945)
Los Estados Unidos ayudó liberar a Bélgica de la ocupación alemana junto con tropas británicas y canadienses al igual que la resistencia belga.

### Guerra Fría (12 de marzo de 1947 - 26 de diciembre de 1991)
Bélgica recibió ayuda de los Estados Unidos a través del Plan Marshall, cuyo objetivo era reconstruir la economía europea de posguerra, aunque la recuperación económica belga era anterior al Plan Marshall. Tanto Bélgica como Estados Unidos estaban entre los miembros fundadores de OTAN, una alianza de defensa colectiva del Atlántico Norte. Bélgica también participó en la misión de la ONU liderada por Estados Unidos para repeler la invasión norcoreana de Corea del Sur durante la Guerra de Corea.
- Ver Comando belga de las Naciones Unidas

### Periodo posterior a la Guerra Fría (1 de enero de 1992 hasta el presente)
Los Estados Unidos aprecian el activismo belga en los asuntos internacionales, incluida su participación en la Fuerza Internacional de Asistencia para la Seguridad en Afganistán, su asistencia de reconstrucción y desarrollo a Irak, sus misiones de paz en los Balcanes y Líbano, su frecuente suministro de transporte aéreo en crisis internacionales y la organización de diálogos transatlánticos de 2005 y 2007 entre los ministros de asuntos exteriores europeos y el Secretario de Estado. Durante la visita del Primer Ministro  Verhofstadt del 17 de enero de 2006, el presidente Bush le agradeció su "liderazgo" para ayudar a "la gente del Congo a realizar todo su potencial". Los EE. UU. Siguen creyendo que Bélgica podría ser incluso más activa en el intercambio de preocupaciones de seguridad internacional.
Como una nación que mira hacia el exterior, Bélgica trabaja estrechamente con los Estados Unidos bilateralmente y en organizaciones internacionales y regionales para alentar la cooperación y asistencia económica y política a los países en desarrollo. Bélgica ha recibido a cientos de firmas estadounidenses en su territorio, muchas de las cuales tienen su sede europea en ese país.

## Oficiales principales de los Estados Unidos
- Embajador – ronald Gidwitz (nominee)
- Jefe Adjunto de Misión – Matthew Lussenhop
- Consejero político – Theodore H. Andrews
- Consejero económico – Richard Eason
- Consejero de gestión – Kathleen Austin-Ferguson
- Consejero comercial – Paul Kullman
- Oficial de Seguridad Regional – Kevin W. Bauer
- Consejero de Asuntos Públicos – Kathleen L. Boyle
- Cónsul General – Colwell C. Whitney

## Misiones diplomáticas
- Misiones diplomáticas de Estados Unidos en Bruselas
- Oficina Europea de Apoyo Logístico (ELSO) se encuentra en Amberes
- Misión de los Estados Unidos a OTAN en Bruselas
- Misión de los Estados Unidos ante la Unión Europea en Bruselas.